# 1945 (роман)
1945 — альтернативна історія, написана Ньютом Гінгрічем і Вільямом Р. Форстченом у 1995 році, яка описує період одразу після Другої світової війни, коли Сполучені Штати воювали лише проти Японії, що дозволило нацистській Німеччині змусити Радянський Союз укласти перемир'я та два переможці протистоять один одному в холодній війні, яка швидко переходить у гарячу.
Під час німецької окупації була станичною і зв‘язковою у підпіллі ОУН. Мала псевдо «Волошка». У 1946 р. на Свят-Вечір затримана радянськими спецслужбами. До 15 лютого 1946 р. її утримували в тюрмі НКВС м. Жовква. Восени 1947 р. під час виконання доручення підпільників була ще раз затримана військовою контррозвідкою радянської армії і вкинена в землянку в Бутинських лісах на Львівщині, звідки їй вдалося втекти

## Сюжет
На початку роману Сполучені Штати, перемігши Японську імперію, не мають настрою вступати в нову війну, а американці визнають факт домінування Німеччини над більшою частиною Європи. Холодна війна, здається, не за горами, і навіть британці, маючи на порозі Європу, де домінують Німеччина, витрачають значну частину своїх ресурсів на колоніальну війну в колишньому Французькому Індокитаї.
Президент США Ендрю Гаррісон (вигаданий персонаж) проводить зустріч з Адольфом Гітлером у Рейк'явіку, Ісландія. Зустріч проходить погано, обидва лідери різко протистоять один одному, і Гітлер таємно вирішує прискорити підготовку до несподіваного нападу як на Сполучені Штати, так і на Сполучене Королівство. У рамках підготовки красива німецька шпигунка спокушає та підпорядковує керівника апарату Білого дому та робить його ключовим німецьким шпигуном.
Головний герой книги, капітан-лейтенант Джеймс Мартел, голова військово-морської розвідки в американському посольстві в Берліні, є одним із небагатьох, хто підозрює підготовку до нападу, спостерігаючи за новою зброєю, показаною на параді на честь перемоги Німеччини над Радянським Союзом і зіткнувшись із відомим спецназом Отто Скорцені, який є його головним противником протягом усієї книги.
Скорцені проводить ретельну таємну підготовку до рейдів з метою знищення американських програм створення атомної бомби в Національній лабораторії Оук-Рідж і Лос-Аламоській національній лабораторії (під час війни з Японією, описаної в книзі, Мангеттенський проект був відсунутий на другий план, у результаті чого Сполучені Штати 1945 року ще не мали ядерної бомби). Основна частина книги присвячена Мартелу, який повернувся в Сполучені Штати, отримати відблиск загрозливого нападу та марно намагатися попередити.
Німецький напад відбувається, і хоча німців зрештою відбивають — з'являється Елвін Йорк зі штату Теннессі, і, попри те, що він уже немолодий, добре розповідає про себе — напад завдає великої шкоди, вбивши ключових вчених і встановивши американську ядерну зброю. програма, що стоїть за програмою Німеччини. Німці також захопили уранові шахти в регіоні Конго, розпочавши повну війну проти Сполученого Королівства.
Книга закінчується крутим моментом. Ервін Роммель вторгається в Шотландію, британці стикаються з відчайдушною боротьбою, а британський прем'єр-міністр Вінстон Черчилль благає американців «швидше прийти, це набагато гірше, ніж 1940 рік».
Обіцяне продовження станом на 2024 рік не з'явилося.

## Відгуки
У рецензії в Chicago Tribune говорилося: «Історія не є найбільшою проблемою; це сторінки гнилої прози, які роблять книгу такою важкою для шлунка». Огляд Washington Post у 1996 році прокоментував, що «з кожних 100 примірників, які його сподівався видавець розіслав у світ, 81 повернувся непроданим». Він також відзначив хороші відгуки в National Review, Atlanta Journal-Constitution і Asimov's Science Fiction.